# Fort Jaisalmer
Fort Jaisalmer (Hindi/Rajasthani: जैसलमेर दुर्ग)  is een van de grootste volledig bewaarde versterkte steden ter wereld. Het is gelegen aan de zuidelijke stadsrand van het huidige Jaisalmer. Jaisalmer was de voormalige hoofdstad van het gelijknamige koninkrijk dat in oppervlakte overeen komt met de hedendaagse Indiase deelstaat Rajasthan waarin het fort en de rest van de stad Jaisalmer gelegen is. Jaisalmer ligt 575 km ten westen van de huidige hoofdstad van Rajasthan, Jaipur in het zandig westelijk deel van de Tharwoestijn. Jaisalmer is de hoofdstad van het district Jaisalmer, in het noorden, westen en zuidwesten grenzend aan de landsgrenzen met Pakistan.
Het fort Jaisalmer is gebouwd op een plateau van gelige zandsteen dat tot 76 m boven de omgeving uittorent en omvat op een ommuurde driehoekige oppervlakte van 460 m op 230 m de Raj Mahal, het koninklijk paleis, zeven versierde jaïnistische tempels, de Laxminath-tempel, vier monumentale toegangspoorten en meer dan honderd Haveli's of stadskastelen voor de handelaars. Een deel van de Haveli's is te bezichtigen en omgebouwd tot musea, een aantal werden eethuizen en hotels, maar het grootste deel is nog steeds bewoond, soms door afstammelingen van de oorspronkelijke bewoners. De gele zandsteen die ook voor de gebouwen werd gebruikt, geven de stad op bepaalde momenten een gouden glans, wat maakt dat de stad gekend is als de "Gouden Stad van India".
Het fort werd gebouwd door de Rajputheerser Rawal Jaisal in 1156. De versterkte stad werd een etappeplaats van een van de transcontinentale zijderoutes en groeide hierdoor ook uit tot een handelscentrum.
De versterkte stad Fort Jaisalmer werd in 2013 tijdens de 37e sessie van de Commissie voor het Werelderfgoed als een van de zes Heuvelforten van Rajasthan erkend als UNESCO-werelderfgoed en onder die naam ingeschreven op de werelderfgoedlijst.

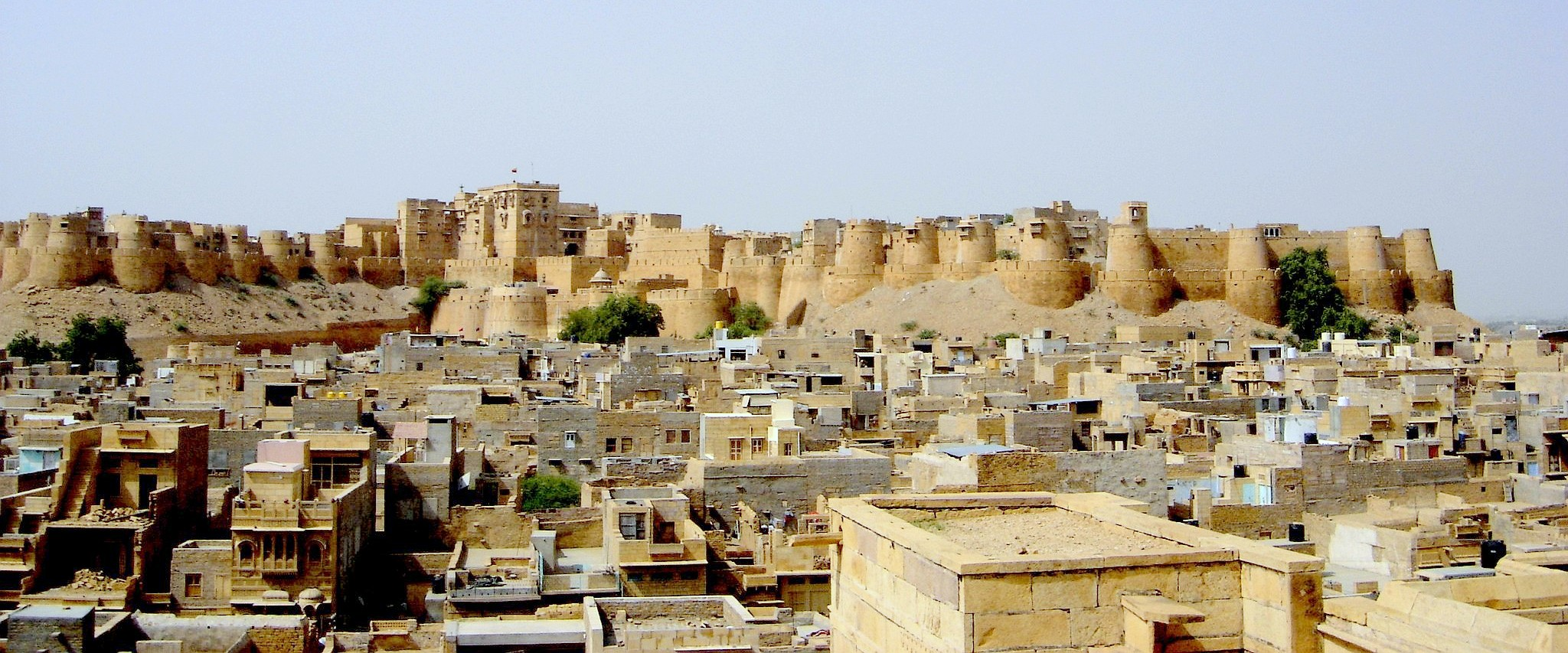
Fort Jaisalmer
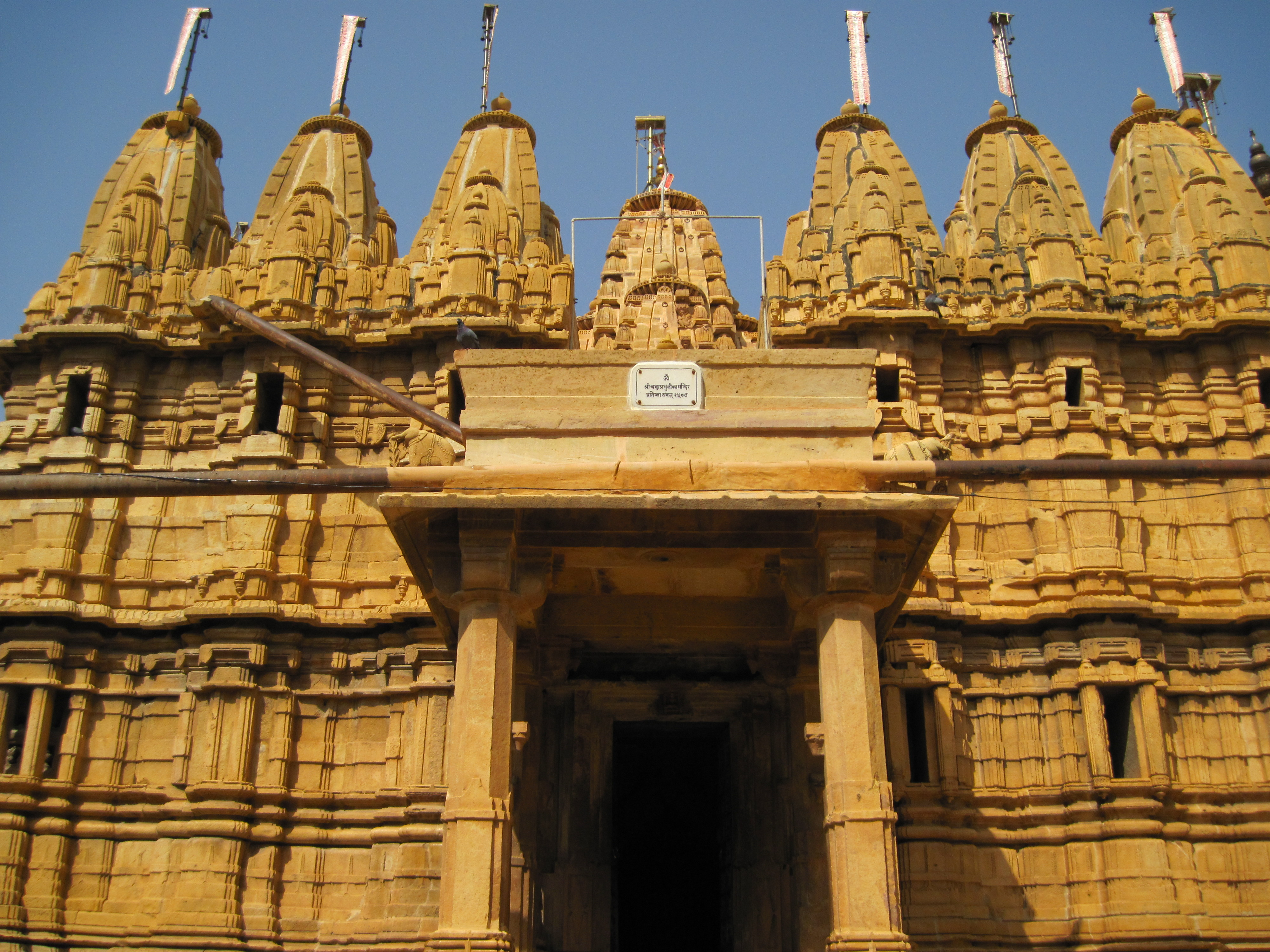
Jain Dharma-tempel in het Fort van Jaisalmer